# Czerwonka-Parcel
Czerwonka-Parcel – wieś w Polsce położona w województwie mazowieckim, w powiecie sochaczewskim, w gminie Sochaczew. Ma status sołectwa.
W latach 1975–1998 miejscowość administracyjnie należała do województwa skierniewickiego. Dawniej wchodziła w skład majątku Czerwonka.